# Moïse Ginsburger
Moïse Ginsburger (* 12. November 1865 in Hattstatt (Département Haut-Rhin); ✡ 11. August 1949 in Sélestat (Département Haut-Rhin)) war ein Elsässer Rabbiner und Historiker.

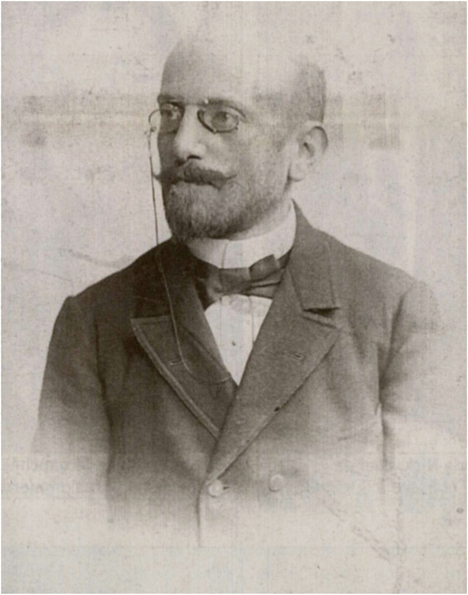
Moïse Ginsburger

## Leben
Moïse Ginsburger war der Sohn von Meyer Ginsburger, Viehhändler, und Sophie Kahn. Er begann sein Rabbinerstudium in Straßburg und setzte es dann in Berlin fort, wo er den Rabbinertitel und einen Doktortitel in Philologie erlangte. Das Elsass war zu dieser Zeit Teil des Deutschen Reiches. Er zog nach Soultz, wo er lange Jahre von 1891 bis 1910 Rabbiner war. 1894 heiratete er Coralie Hecker, sie hatten drei Kinder, darunter Roger, der später unter dem Namen Pierre Villon bekannt wurde.
Moïse Ginsburger untersuchte und inventarisierte die Archive der Kantone von Soultz und Guebwiller. 1903 gründete er Die Straßburger israelitische Wochenschrift, wo er die Ergebnisse seiner Studien veröffentlichte. 1905 wurde die Gesellschaft für die Geschichte der Israeliten in Elsass-Lothringen gegründet, die nach 1918 in Société d’Histoire des Israélites d’Alsace et de Lorraine umbenannt wurde und auch im 21. Jahrhundert noch existiert. Moïse Ginsburger war von Anfang an ihr Generalsekretär und betrieb vor allem die Erstellung der Archive der jüdischen Geschichte im Elsass. 1908 erhielt die Gesellschaft eine Abteilung im Elsässischen Museum in Straßburg. Nachdem 1914 der Großrabbiner Isidore Weil zurücktrat und in die Schweiz auswanderte, übernahm Ginsburger zusammen mit Joseph Zivy die Stelle und hoffte auch später offiziell zum Großrabbiner bestellt zu werden. Nach dem Krieg wurde allerdings Ernest Weill Großrabbiner, Vertreter der strengen Observanz des Judentums. Ginsburger gehörte der Vereinigung der Liberalen Rabbiner Deutschlands an. Er zog nach Straßburg und unterrichtete Religion an den Gymnasien. Er setzte seine historischen Studien an der Nationalbibliothek in Straßburg fort, wo er 1923 den Katalog der hebräischen, aramäischen, syrischen und mandäischen Manuskripte herausgab. 1930 gründete er die Revue d’histoire, souvenir et science (Revue der Geschichte, Erinnerung und Wissenschaft), die bis 1934 erschien. 1939 flüchtete er nach Clermont-Ferrand, um der deutschen Besatzung zu entgehen, wo er bis 1945 blieb. Hier setzte er seine historischen Studien fort, außerdem stellte er Bescheinigungen für Juden aus, dass ihre Familien seit mindestens fünf Generationen in Frankreich lebten, dies bot gegen die Verfolgungen durch das Vichy-Regime einen gewissen Schutz. Nach dem Krieg zog er nach Sélestat, seine Gesundheit wurde schlechter und er starb hier 1949. Er ist auf dem israelitischen Friedhof in Jungholtz beerdigt, dessen Chronik er verfasst hat.

## Veröffentlichungen (Auswahl)
- La première Communauté israélite de Strasbourg (1150–1349)
- La première communauté israélite de Colmar – Annuaire de Colmar, 1938
- Cerf Berr et son époque. Guebwiller, 1908
- Une fondation de Cerf Berr. Revue des études juives, 77 (1923)
- Les premiers imprimeurs juifs en France. Revue des études juives, juillet/septembre 1928, tome LXXXVI n°171
- Histoire de la Communauté israélite de Soultz (Haut-Rhin)
- Publication de la Société pour l’Histoire des Israélites d’Alsace et de Lorraine, XXVI. à l’occasion du Centenaire de la Synagogue - 1939
- Rosenwiller: la communauté – le cimetière. Souvenir et Science, Revue d’histoire et de littérature juives, 1930 Guebwiller
- Ettendorf, les premiers établissements juifs – Souvenir et Science, 1931
- Les Juifs à Munster
- Les Juifs de Metz sous l’Ancien régime
- Deux Pourim locaux
- Au service de la France. Souvenir et Science, Revue d’histoire et de littérature juives n°1, 1930
- A la mémoire de Lazare Lanz
- Hollekrasch. Israelitische Wochenschrift, 1906, n°37, traduit et annoté par Colette Strauss-Hiva